# Niccolò Longobardo

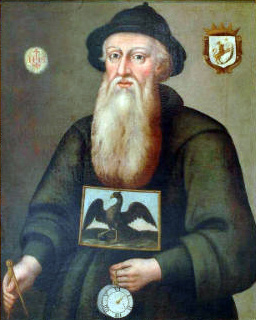
Nicolò Longobardo (1559-1654).

Nicolò Longobardo (1559-1654), Nome chinês Long Huamin (chinês tradicional: 龍華民), foi um jesuita siciliano.
Foi enviado para a área de Shaozhou. Foi o successor Matteo Ricci, em 1610, como Superior Geral das missões jesuitas na China.
Aparece também em algumas fontes históricas como Nicholas Longobardi e Niccolo Longobardi, com os anos de nascimento e morte atribuídos respectivamente de 1565 e 1655.
Foi sepultado no cemitério dos Jesuítas em Pequim.